# 小行星7169
小行星7169（英語：7169 Linda）是一颗围绕太阳公转的小行星。1986年10月4日，愛德華·鮑威爾在可可尼诺县发现了此天体。
这颗小行星的绝对星等为51.55385918674345等。